# Kocham cię, Polsko!
Kocham cię, Polsko! – polski program rozrywkowy emitowany na antenie TVP2 od 13 marca 2009 do 25 listopada 2012 oraz ponownie od 5 marca 2016 do 19 maja 2018, oparty na niderlandzkim formacie I Love My Country na licencji Talpa Media. Program utrzymany był w konwencji teleturnieju i służył propagowaniu i sprawdzaniu wiedzy o Polsce i Polakach.
14 listopada 2012 Telewizja Polska poinformowała, że po prawie trzech latach emisji program zostanie zdjęty z anteny. Przyczyną rezygnacji z formatu była malejąca oglądalność. Ostatni odcinek pierwszej odsłony wyemitowano 25 listopada 2012. Program wrócił na antenę 5 marca 2016. Jego nową prowadzącą została Barbara Kurdej-Szatan, a w rolę kapitanów drużyn wcielili się Tomasz Kammel i Maciej Musiał. W serii 10. miejsce Musiała kapitanem zajął Antoni Królikowski, który pozostał kapitanem także w 11. serii.
Przez pierwsze siedem serii program emitowany był wyłącznie w telewizji, a za pośrednictwem internetu można było obejrzeć tylko fragmenty. Całe odcinki 9., 10. i 11. serii programu nadawca udostępniał na jego stronie internetowej.
Program nagrywany był w studiu S–3 TVP Kraków.

## Ekipa

### Prowadzący
| Prowadzący            | Seria | Seria | Seria | Seria | Seria | Seria | Seria | Seria | Seria | Seria | Seria |
| Prowadzący            | 1.    | 2.    | 3.    | 4.    | 5.    | 6.    | 7.    | 8.    | 9.    | 10.   | 11.   |
| --------------------- | ----- | ----- | ----- | ----- | ----- | ----- | ----- | ----- | ----- | ----- | ----- |
| Barbara Kurdej-Szatan |       |       |       |       |       |       |       |       | ●     | ●     | ●     |
| Maciej Kurzajewski    | ●     | ●     | ●     | ●     | ●     | ●     | ●     | ●     |       |       |       |

### Kapitanowie drużyn
| Kapitan                   | Seria | Seria | Seria | Seria | Seria | Seria | Seria | Seria | Seria | Seria | Seria |
| Kapitan                   | 1.    | 2.    | 3.    | 4.    | 5.    | 6.    | 7.    | 8.    | 9.    | 10.   | 11.   |
| ------------------------- | ----- | ----- | ----- | ----- | ----- | ----- | ----- | ----- | ----- | ----- | ----- |
| Tomasz Kammel             |       |       |       |       |       |       |       |       | ●     | ●     | ●     |
| Antoni Królikowski        |       |       |       |       |       |       |       |       |       | ●     | ●     |
| Maciej Musiał             |       |       |       |       |       |       |       |       | ●     |       |       |
| Katarzyna Zielińska       | ●     | ●     | ●     | ●     | ●     | ●     | ●     | ●     |       |       |       |
| Joanna Koroniewska-Dowbor |       |       |       |       |       |       | ●     | ●     |       |       |       |
| Marzena Rogalska          | ●     | ●     | ●     | ●     | ●     | ●     |       |       |       |       |       |

## Zasady gry

### Drużyny
Zespoły składają się z czterech osób: jednego kapitana drużyny oraz z trzech zawodników zmieniających się w każdym odcinku – osoby znane, które zazwyczaj są dobierane tak, by reprezentowali różne grupy wiekowe. Drużyny rywalizują ze sobą, odpowiadając na kolejne pytania powiązane z Polską i zdobywają punkty – wygrywa ta drużyna, która zdobędzie ich więcej.

### Opisy rund

#### Serie 1–7
W pierwszych seriach drużyny grały w następujących rundach (ich układ zmieniał się w zależności od serii i odcinka):
- Głuchy telefon – kapitanka jednej z drużyn czyta najbardziej oddalonemu od kapitana zawodnikowi drużyny przeciwnej plotkę, w której jest 10 słów kluczowych. Od tego czasu drużyna ma półtorej minuty na to, aby jak najwierniej przekazać sobie nawzajem treść plotki, aż do kapitanki drużyny, która stoi na końcu „głuchego telefonu”. Kapitanka ma za zadanie przedstawić mniej lub bardziej przekształconą plotkę. Drużyna dostaje tyle punktów, ile słów kluczowych wypowie kapitanka.
- Sport – zasady jak w rundzie „Cytaty TV i Film”, z tym, że materiał filmowy związany jest ze sportem. Przed Euro 2012 pytania zadawane dotyczyły zbliżających się mistrzostw Europy w piłce nożnej w Polsce i na Ukrainie, historii mistrzostw Europy, osiągnięć Polaków lub reprezentacji, które uczestniczą w nadchodzącym Euro itp. Wówczas runda ta nazywała się Euro 2012.
- Kalambury – kapitanka drużyny opowiada o osobie, przedmiocie, zwierzęciu, zabytku lub roślinie, której nazwę widzi na kartce podanej przez prowadzącego. Jej drużyna musi odgadnąć te hasła. Za każde poprawnie odgadnięte hasło drużyna otrzymuje 1 punkt. Na odgadnięcie haseł są przewidziane dwie minuty. Maksymalna liczba haseł i punktów to 20.
- Tele-wiadomości – zawodnicy (poza kapitankami) czytają kolejno materiał z promptera na dany temat, uzupełniając go o brakujące słowo, każdy z zawodników ma dwie wiadomości. Punktacja: 2 punkty za każde słowo – maksymalnie do zdobycia 12 punktów dla każdej z drużyn.
- Polszczyzna – każdy z zawodników ma za zadanie przeliterować podane przez prowadzącego hasło zawierające pułapki ortograficzne. Ostatnie hasło, na koniec rundy, literuje kolejno każdy członek drużyny.
- Tajemniczy przedmiot – drużyny przynoszą przedmiot (zazwyczaj wypożyczony z muzeum) i podają trzy definicje, do czego on mógł służyć. Zadaniem przeciwników jest odpowiedź, która z trzech definicji jest poprawna.
- Znani Polacy – pierwotna wersja rundy „Kalambury”, w której hasłami były tylko imię i nazwisko podanej osoby.
- Licytacje – do odgadnięcia było ok. 10 haseł związanych z podanym tematem (np. wymienić parki narodowe Polski). Drużyna zdobyła wylicytowaną pulę punktów tylko wtedy, gdy odgadła tyle haseł, ile zadeklarowała, w innym przypadku punkty przechodziły na konkurentów.
- Wiedza o Polsce – każdy z zawodników dostawał pytanie związane z Polską, dotyczące jej geografii, historii itp.
- Filmowe przedszkole – dzieci opowiadały o znanym polskim filmie. Punkty zdobywała drużyna, która zgłosiła się i udzieliła poprawnej odpowiedzi.
- Regiony Polski – kapitanki zadają uczestnikom sąsiedniej drużyny pytanie dotyczące wybranego regionu Polski. Zadaniem drużyny przeciwnej jest podanie prawidłowej odpowiedzi

#### Seria 8.
W ósmej serii programu gra składała się z następujących rund:
- Runda 1 – Cytaty TV i Film – członkowie drużyn po obejrzeniu materiału filmowego, odpowiadają na pytanie związane z nim. Zawodnicy odpowiadają parami, w kolejności: 20-, 30- i 40-latkowie oraz kapitanowie drużyn. Punktacja: 2 punkty za każde pytanie – dla jednej z drużyn, maksymalnie 8 punktów.
- Runda 2 – Zakazane słowa – obie drużyny przed rozpoczęciem rundy otrzymują po 6 punktów. Zadanie polega na tym, że kapitan jednej drużyny rozmawia z przedstawicielem przeciwnej grupy. Podczas rozmowy osoba wypytywana przez kapitana nie może mówić tak i nie. Kapitan kończy rozmowę w momencie, gdy skończy się czas lub gdy wypytywany 3 razy powie zakazane słowo (traci wszystkie otrzymane przed rundą punkty (1 błąd: −2 pkt, 2 błędy: −4 pkt, 3 błędy: −6 pkt)).
- Runda 3 – Kalambury – uczestnik drużyny rysuje na przezroczystej szybie 3 hasła podane przez prowadzącego. Hasła odgaduje drużyna, której uczestnik prezentuje hasło. Na odgadnięcie haseł, drużyna ma 90 sekund, a każde hasło jest warte 5 punktów.
- Runda 4 – Muzyczne licytacje – prowadzący podaje tytuł piosenki oraz liczbę wersów do zaśpiewania. Drużyny muszą zadeklarować, ile wersów danego przeboju są w stanie zaśpiewać. Jeśli drużyna pomyli się, cała wylicytowana pula punktów (zwykle ok. 8) przechodzi na konto przeciwników.
- Runda 5 – Urodziny – konkurencja polega na tym, że w kręgu złożonym na przemian z zawodników obu drużyn krąży wybuchowa paczka. Można ją przekazać dalej tylko wtedy, gdy poprawnie udzieli się odpowiedzi na pytanie, za które dostaje się punkty. Wszystkie punkty wygrywa ta drużyna, u której uczestnika paczka nie wybuchnie. Liczba punktów zależy od dnia danego miesiąca, w którym dana gwiazda ma urodziny (zawsze jest to osoba mająca urodziny najbliżej określonej daty).
- Runda 6 – Kto jest kim? – każda z drużyn ma podporządkowaną sobie postać – nazwisko aktora, piosenkarza, lub też postaci fikcyjnej (np. „Kubuś Puchatek”). Uczestnicy nie widzą swojej postaci, mają za zadanie zgadnąć, kim są. Przeciwnicy podają trzy podpowiedzi, a następnie udzielają odpowiedzi „tak” lub „nie” na pytania zadane przez drużynę zgadującą. Runda trwa minutę, a do zdobycia jest 10 punktów. Jeśli drużynie się nie uda zgadnąć, otrzymują kolejną podpowiedź, która kosztuje 5 punktów.
- Runda 7 – Finał – ostatnia konkurencja polega na odpowiedzi na pytanie dotyczące statystyk związanych z Polską lub Polakami. Odpowiedzią jest zawsze liczba lub procent. Pierwsza typuje drużyna, która zgromadziła do tej pory najwięcej punktów, druga szacuje „mniej” lub „więcej”. Poprawna odpowiedź daje możliwość zakręcenia „kołem fortuny”, na którym umieszczone są pola z sumami punktów możliwych do wygrania. Największa stawka na kole to 50 punktów. Przed ostatnim pytaniem na koło dodawane są dodatkowe bonusy w postaci 100, 200, 300, 400, 500 lub 1000 punktów. Od IV edycji pojawia się również bonus ujemny: −50 punktów.

#### Seria 9.
W nowej odsłonie programu pojawiły się rundy zarówno występujące w poprzednich seriach, jak i nowe, jednak ich kolejność i wybór nie była stała (poza finałem). Wśród konkurencji można wyróżnić:
- Telewizja i Film (dawniej Cytaty TV i Film)
- Zakazane słowa (od 107. odcinka za brak odpowiedzi w ciągu 2 sekund odejmowane były punkty)
- Kalambury (w wersji rysunkowej)
- Urodziny
- Kto jest kim? (w dwóch wersjach)
  - pierwsza wersja: jest identyczna jak ta w ósmym sezonie programu.
  - druga wersja: drużyna dostaje zdjęcie, na którym widnieje portret stworzony z mieszanki dwóch twarzy. Zadaniem drużyny jest odgadnięcie, czyje twarze zostały połączone.
- Głuchy telefon
- Licytacje
- Finał (stały punkt programu)

Nowymi konkurencjami są natomiast:
- Literatura – w dwóch wersjach:
  - pierwsza: drużyna, która odgadnie jaki utwór literacki jest rapowany przez Band, zgłasza się i podaje tytuł oraz autora dzieła. Poprawna odpowiedź nagradzana jest trzema punktami.
  - druga: przeciwna drużyna czyta trzy fragmenty wybranego dzieła literackiego, następnie przeciwna drużyna odgaduje o jaki utwór chodzi. W pierwszych odcinkach edycji niezależnie od liczby przeczytanych fragmentów można było uzyskać maksymalną liczbę punktów, a także skorzystać z podpowiedzi. W kolejnych każdy kolejny przeczytany fragment oznaczał zmniejszenie o 2 liczby punktów możliwych do zdobycia z maksymalnych sześciu.
- Polszczyzna – drużyna zakłada okulary, przez które nic nie widać. Następnie jej członkowie otrzymują pięć lub sześć liter, z czego kapitan – dwie. Ich zadaniem jest rozróżnić za pomocą dotyku, jakie są to litery, a następnie ułożyć hasło na podstawie trzech wskazówek, poprzez poprawne ułożenie liter. Po poprawnym ułożeniu, jedna bądź dwie z liter jest wymieniana, a zadanie rozpoczyna się od początku. Runda trwa do ułożenia trzech lub czterech haseł lub po upływie 2 minut. Za każde poprawnie ułożone hasło drużyna otrzymuje 2 punkty. Łącznie w tej rundzie może ich otrzymać 6 lub 8.
- Kultowy przebój – zasady rundy są podobne, jak „Licytacji muzycznych”, jednak pierwszy o utworze mówi jeden z prezenterów radia RMF FM.
- Krzesełka – wszyscy członkowie obu drużyn krążą dookoła siedmiu krzesełek podczas gdy gra muzyka. Gdy muzyka przestanie grać zawodnicy muszą usiąść na krzesełka. Przegrywa ta drużyna, z której nie usiądzie na krzesełko któryś z uczestników.

#### Seria 10.
- Telewizja i Film
- Zakazane słowa
- Kalambury (wersja rysunkowa)
- Urodziny
- Kto jest kim? (na bazie podpowiedzi drużyny przeciwnej)
- Muzyczne licytacje
- Polszczyzna (w wersji z IX edycji, jak również w nowej)
- Literatura
- Głuchy telefon
- Finał

Nowe konkurencje:
- Polszczyzna – co drugi tydzień w programie występowała zmodyfikowana wersja rundy. Gracze jednej drużyny zostają ubrani w stroje, zawierające 2 litery – po jednej z przodu i tyłu zawodnika. Ich zadaniem jest utworzenie 4-literowych słów na bazie podpowiedzi prowadzącej.
- Co ludzie powiedzą? – w tej rundzie, przy specjalnym pulpicie znajdują się dwaj gracze (po jednym z każdej drużyny). Zasady nawiązują do programu TVP2 – Familiada. Zadaniem uczestnikiem jest szybsze wciśnięcie przycisku po usłyszeniu pytania, a następnie określenie najczęściej udzielanej odpowiedzi przez ankietowanych na pytanie zadane przez prowadzącego. W zależności od pozycji na liście, szansę może mieć zawodnik drużyny przeciwnej. Jeśli odpowiedź przeciwnika przebija odpowiedź osoby szybszej, gracz szybszy zostaje wyeliminowany. Gracze, którzy odpadli są zastępowani przez kolejne osoby z drużyny. Wygrywa drużyna, której zawodnik pozostanie przy pulpicie.
- 5 sekund – runda na bazie gry "5 sekund". Gracze podchodzą do pulpitu, przy którym kolejno, w ciągu 5 sekund mają podać 3 odpowiedzi na jedno pytanie i zakończyć odliczanie stopera przez wciśnięcie przycisku. Za każde wykonanie zadania, drużyna otrzymuje 5 punktów.

#### Seria 11.
Jedenasta seria opierała się na istniejących już konkurencjach, jak również przynosiła nowe. Podobnie jak w dziewiątej i dziesiątej serii, kolejność i wybór rund nie była stała.
Rundy pojawiające się w 11. serii:
- Telewizja i Film (nowe zasady), runda wycofana w trakcie sezonu na rzecz Co ludzie powiedzą?
- Kalambury (wersja rysunkowa)
- Urodziny
- Kto jest kim?
- Muzyczne licytacje
- Polszczyzna (zmodyfikowana wersja z X edycji)
- Literatura
- Głuchy telefon
- Co ludzie powiedzą?
- Kto pierwszy ten lepszy, dawniej 5 sekund
- Finał

Nowe konkurencje:
- Telewizja i Film (nowe zasady) – uczestnicy wraz z kapitanami po kolei stają przy pulpicie. Prowadząca czyta pytanie, a uczestnik musi zdecydować czy rywal zna odpowiedź. Jeśli uzna, że nie klika przycisk, przez co zmusza rywala do odpowiedzi – jeśli się pomyli bądź nie odpowie jego 4 punkty trafiają na konto rywali. Jeśli jednak udzieli poprawnej odpowiedzi to on i jego drużyna zdobywają 4 punkty.
- Polszczyzna (zmodyfikowana wersja z X edycji) – gwiazdy „przebierają się” za litery i układają słowa. Różnica jest taka, że każdą z drużyn w tej konkurencji wesprze jedna osoba z jej publiczności. Wszystkie słowa układane przez drużynę i jedną osobę z publiczności są 5-literowe.
- Kronika niepodległa – uczestnicy wcielą się w rolę prezenterów Wiadomości, by z promptera przeczytać kronikę wydarzeń roku wylosowanego na "Kole historii". Utrudnieniem będzie konieczność uzupełnienia brakujących w tekście 5 słów bądź wyrażeń. Za każde poprawne słowo bądź wyrażenie drużyna otrzymuje 2 punkty. Maksimum 10 punktów.
- Sport – runda przywoła z kolei wydarzenia ważne z perspektywy polskich kibiców. Obejrzawszy archiwalne materiały filmowe lub zdjęcia, uczestnicy będą odpowiadać na związane z nimi pytania. Zasady są identyczne z (w) rundzie Telewizja i Film.

### Inne części programu
- Jaka to piosenka? – po każdej rundzie (poza finałem) zespół muzyczny gra utwór. Celem drużyny, która zgłosi się do odpowiedzi jest podanie oryginalnego wykonawcy i tytułu piosenki, za co otrzymuje 3 punkty. Aby drużyna zgadująca zdobyła punkty, musi odpowiedzieć poprawnie, w przeciwnym razie punkty trafią do przeciwnej drużyny. Czasem zadanie wyglądało inaczej: do odgadnięcia było, co nucą przechodnie, lub rebus składający się z czterech obrazków związanych z piosenką. W poprzednich edycjach do odgadnięcia były także: czytany przez prowadzącego dosłownie przetłumaczony, angielski tekst piosenek polskich wykonawców/zespołów oraz „Tajemniczy gość”, który opowiadał o śpiewanym przez siebie utworze. We wszystkich przypadkach do odgadnięcia był wykonawca i tytuł utworu.
- Przerwa: Co dzisiaj jemy? (VIII edycja) – drużyna, która po kilku rundach ma więcej punktów, dostaje jedzenie przygotowane przez Roberta Sowę.

## Spis serii
| Seria | Seria | Sezon       | Odcinki      | Pierwszy odcinek | Ostatni odcinek   | Kapitanowie drużyn                              | Prowadzący            |
| ----- | ----- | ----------- | ------------ | ---------------- | ----------------- | ----------------------------------------------- | --------------------- |
|       | 1.    | wiosna 2009 | 1–13 (13)    | 13 marca 2009    | 5 czerwca 2009    | Katarzyna Zielińska i Marzena Rogalska          | Maciej Kurzajewski    |
|       | 2.    | jesień 2009 | 14–26 (13)   | 11 września 2009 | 11 grudnia 2009   | Katarzyna Zielińska i Marzena Rogalska          | Maciej Kurzajewski    |
|       | 3.    | wiosna 2010 | 27–39 (13)   | 5 marca 2010     | 4 czerwca 2010    | Katarzyna Zielińska i Marzena Rogalska          | Maciej Kurzajewski    |
|       | 4.    | jesień 2010 | 40–51 (12)   | 17 września 2010 | 3 grudnia 2010    | Katarzyna Zielińska i Marzena Rogalska          | Maciej Kurzajewski    |
|       | 5.    | wiosna 2011 | 52–64 (13)   | 4 marca 2011     | 3 czerwca 2011    | Katarzyna Zielińska i Marzena Rogalska          | Maciej Kurzajewski    |
|       | 6.    | jesień 2011 | 65–76 (12)   | 2 września 2011  | 25 listopada 2011 | Katarzyna Zielińska i Marzena Rogalska          | Maciej Kurzajewski    |
|       | 7.    | wiosna 2012 | 77–88 (12)   | 2 marca 2012     | 25 maja 2012      | Katarzyna Zielińska i Joanna Koroniewska-Dowbor | Maciej Kurzajewski    |
|       | 8.    | jesień 2012 | 89–100 (12)  | 2 września 2012  | 25 listopada 2012 | Katarzyna Zielińska i Joanna Koroniewska-Dowbor | Maciej Kurzajewski    |
|       | 9.    | wiosna 2016 | 101–112 (12) | 5 marca 2016     | 21 maja 2016      | Tomasz Kammel i Maciej Musiał                   | Barbara Kurdej-Szatan |
|       | 10.   | wiosna 2017 | 113–124 (12) | 4 marca 2017     | 20 maja 2017      | Tomasz Kammel i Antoni Królikowski              | Barbara Kurdej-Szatan |
|       | 11.   | wiosna 2018 | 125–136 (12) | 3 marca 2018     | 19 maja 2018      | Tomasz Kammel i Antoni Królikowski              | Barbara Kurdej-Szatan |

## Zagraniczne wersje formatuILove My Country
Dla niemieckiej telewizji Sat.1 powstała niemiecka wersja programu pod tytułem Ich liebe Deutschland. Węgierska wersja programu, nadawana na Węgrzech na kanale M1, nosiła nazwę Magyarország, szeretlek!. Czeską wersję programu, emitowaną pod tytułem Máme rádi Česko, nadawano na kanale Prima. Słowacka wersja programu nazywała się Milujem Slovensko i nadawał ją kanał Jednotka. Program był lub jest emitowany także we Francji, Danii, Serbii, Włoszech, Chinach, Słowenii, Bułgarii, Chorwacji, Albanii, Belgii, Grecji i wielu innych.

## Nagrody i wyróżnienia
- W 2010 roku program zajął 2. miejsce w plebiscycie Telekamer w kategorii Program telewizyjny[11].
- W 2011 roku program zajął 3. miejsce w plebiscycie Telekamer w kategorii Program rozrywkowy[11].
- W 2012 roku program zajął 3. miejsce w plebiscycie Telekamer w kategorii Program rozrywkowy[11].

## Multimedia
W 2009 roku została wydana płyta z piosenkami z I i II edycji programu. Wydano także grę planszową „Kocham Cię Polsko!”.